# セレウス菌
セレウス菌（セレウスきん、Bacillus cereus）はBacillus属に属するグラム陽性大桿菌で芽胞を有する好気性菌である。土壌や汚水など自然界に多く存在し、酸性域では発育は悪い。食中毒の原因となる。

## 概要
1887年にイギリスのフランクランド（Frankland）夫妻が発見している。
常在菌として、健康な成人の10%で腸管の中に見られる。菌は 4 - 50℃で発育、芽胞は 1 - 59℃で発芽する。100℃・10分間の加熱で大部分が不活化するが、芽胞は100℃・30分間の加熱にも耐え、芽胞の形で土壌などを中心に自然環境に広く分布する。70% の皮膚消毒用のエチルアルコールでも不活化されないという報告がある。そのため、速乾性擦式消毒剤に使用されるエタノール系消毒剤に耐性を獲得した菌が残存し十分に滅菌されない。

## セレウス菌感染症
汚染された食物の摂食により発生する感染性胃腸炎（食中毒症状）と、血液中に菌が侵入し発症する菌血症（大部分の感染はほぼ無症状）がある。菌血症を起こしただけではほとんど発症せず、乳幼児や高齢者など抵抗力の弱い者が時折敗血症まで病状が進行した時のみ死亡例まで発展する場合がある。セレウス菌が起こす食中毒は毒素系食中毒なので、なっても免疫はつかず、何度でも感染発症する。汚染された食物を臭いや見かけで判別することはできない。休止状態の芽胞を加熱や胃酸では完全に不活性化することが出来ず、嘔吐型毒素は更に耐性を持つ（下痢型毒素は熱で容易に不活性化を起こす）。毒素の量が増えてしまった食品は再加熱しても食中毒を起こすので、本菌での食中毒予防法として発芽と増殖の抑制が非常に重要になる（例：調理済みの食品は10 - 50℃で保存しないなど）。本菌によって引き起こされる食中毒は、菌が体内で増殖し多量の毒素を排出して発症する下痢型と、食品中で増殖した菌が生産する毒素を大量に摂取して発症する嘔吐型の2つに別けられる。日本での発生例の大部分は嘔吐型食中毒である。平成11年（1999年）の日本全国の食中毒事件は総数2,697件で、35,214人の患者が発生した。この内、セレウス菌による食中毒は11件（全体の0.4%）、患者総数では59人（全体の0.2%）であった。食品衛生法第27条によって保健所への届け出が義務づけられている。下痢原性毒素は加熱やpH4以下の酸（胃酸）などで不活化されやすく、食中毒症状は一般に軽いため 1 - 2日程度で回復し、人から人へは感染しない。

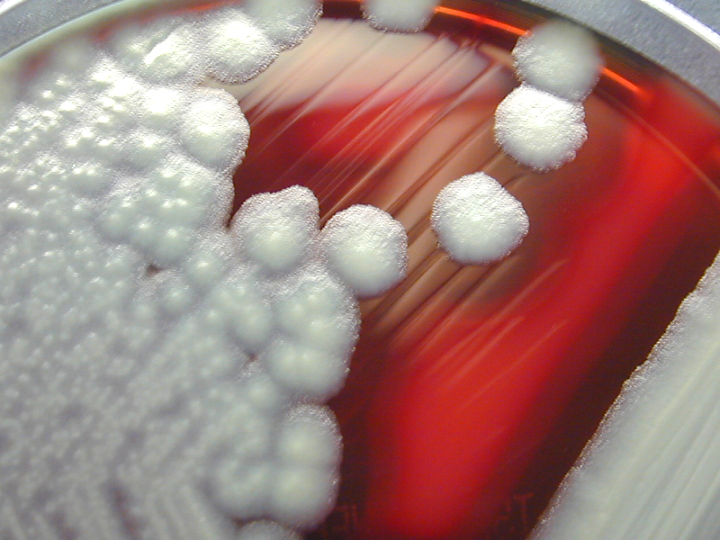
血液寒天培地上のセレウス菌コロニー

### 下痢型食中毒
下痢型は感染型食中毒（生体内毒素産出型）でウエルシュ菌食中毒に似た症状を呈する。本菌が芽胞形成などにより不活化することなく腸管に達すると、小腸内でHbI(heamolytic enterotoxin)、Nhe(non-heamolytic enterotoxin)、CytK（サイトトキシンK）などの2種類のエンテロトキシン型下痢毒を産生し食中毒症状が引き起こされる。菌の摂取後約8〜16時間で症状が現れ、約24時間続く。乳製品や野菜、肉類が原因となりやすい。2000年の雪印集団食中毒事件では、黄色ブドウ球菌が検出された製造工程のバルブなど2か所からセレウス菌も検出されている。この下痢型毒素本体はたんぱく質で出来ており、消化酵素・60℃以上加熱・強酸で容易に不活性化させることが可能なため、感染者に関わっても適切な毒素除去を行えば食中毒が拡散することはない。セレウス菌の生産するエンテロトキシンはブドウ球菌、病原大腸菌、ウェルシュ菌の毒素のエンテロトキシンと同じ名称であるが、異なった物質なので要注意である。

### 嘔吐型食中毒
嘔吐型は毒素型食中毒でぶどう球菌食中毒に似た症状を呈する。本菌は芽胞を形成することにより、食品の中でも100℃・30分間の加熱調理過程を生き延びることができる。調理後の食品が長時間室温で放置されると菌の増殖が起こり、この際産生された嘔吐毒を食品と共に摂取することにより引き起こされる。この嘔吐毒はセレウリドと呼ばれるアミノ酸が環状につながった小ペプチドで、消化酵素・酸・アルカリに安定であり、120℃・15分間の処理を行っても失活しない。症状は毒素摂取後 1 - 6時間後に現れ、8 - 10時間続く。通常発熱しない。カレーライスやパスタでの事例が多く報告され、チャーハンでの事例も多いことからチャーハン症候群とも呼ばれている。これらの食品では調理後、保存中に菌が増殖するが、保存温度を4℃以下にすることで増殖を抑えることができる。患者が排泄した嘔吐物を大量に摂取しなければ患者から感染することはほとんどない。

### 血流感染症
- 2006年、栃木県の自治医大付属病院において、点滴の際にシーツなどのリネン類を感染源とすると見られる菌血症の院内感染が発生し、内2名は敗血症に発展し死亡、また他1名は片方の目を失明。後に、クリーニング工場の洗濯機が汚染されていたことが判明した[7][8]。

## 関連法規
- 感染性胃腸炎は5類感染症定点把握疾患。
- 食品衛生法